# Friedrich Ostermann
Friedrich Ostermann (ur. 21 czerwca 1932 w Münster, zm. 22 października 2018 tamże) – niemiecki duchowny rzymskokatolicki, w latach 1981–2007 biskup pomocniczy Münster.

## Życiorys
Święcenia kapłańskie przyjął 11 lutego 1958 w diecezji Münster. Udzielił mu ich jej ówczesny ordynariusz bp Michael Keller. 27 czerwca 1981 papież Jan Paweł II mianował go biskupem pomocniczym rodzinnej diecezji, ze stolicą tytularną Dolia. Sakry udzielił mu 13 września 1981 biskup diecezjalny Reinhard Lettmann. W czerwcu 2007 bp Ostermann osiągnął biskupi wiek emerytalny i zgodnie z prawem kanonicznym złożył rezygnację, która została przyjęta z dniem 18 lipca 2007. Od tego czasu pozostawał do śmierci jednym z biskupów seniorów diecezji.